# المكتب الرئيسي لمحكمة أمن الدولة
المكتب الرئيسي لمحكمة أمن الدولة (بالألمانية: Hauptamt SS-Gericht)‏ - واحدة من الإدارات الرئيسية 12 لشوتزشتافل - كان القسم القانوني للشوتزشتافل في ألمانيا النازية. كانت مسؤولة عن صياغة القوانين والقوانين الخاصة بمجموعة الأمن الخاصة ومختلف مجموعات الشرطة الأخرى، وإجراء التحقيقات والمحاكمات، وكذلك إدارة محاكم أمن الدولة والشرطة وأنظمة العقوبات.
أمن الدولة

## التاريخ
في بداية النظام النازي، اتُهم موظفو قوات الأمن الخاصة بخرق القانون من خلال أدائهم لواجباتهم في معسكر الاعتقال داكاو في عام 1934. في ظل هذه الظروف، أدرك الحزب النازي أنه سيكون من المناسب إزالة وحدات قوات الأمن الخاصة والشرطة من اختصاص المحاكم المدنية. وقد تحقق ذلك بتقديم عريضة إلى وزارة العدل في الرايخ.
هذا الوضع القانوني يعني أن جميع أفراد قوات الأمن الخاصة كانوا مسؤولين فقط أمام Hauptamt SS Gericht. هذا وضع اللإ س غس بشكل فعال فوق القانون الألماني وقادر على العيش وفقًا لقواعده واتفاقياته.

## التنظيم
كان المكتب الرئيسي لمحكمة أمن الدولة امتدادًا لـ SS Gericht (محكمة الغس إس)، وهي منظمة تدير استطلاعات قوات الأمن الخاصة وقوات الشرطة وقواعد شرفهم. كان للمنظمة أربعة أقسام (بالألمانية: Ämter or Amtsgruppe)‏:
- Amt (القسم) I: الشؤون القانونية - SS- Oberführer Reinecke
- Amt II: التنظيم والموظفون والمسائل التأديبية - SS- Obersturmbannführer Hinderfield
- Amt III: العفو والعفو وتنفيذ الأحكام - SS- Sturmbannführer Burmeister
- Amt IV: مكتب الاتصال - SS- Obersturmbannführer Krause

المقر الرئيسي لمحكمة الإس إس كان مكاتب المحكمة العليا في ميونيخ. كان لدى المنظمة أكثر من 600 محام أصدروا أحكامًا بحق أفراد من القوات المسلحة الألمانية وقوات الأمن الخاصة، على الرغم من أن زعيم الرايخ إس إس هاينريش هيملر، سيتدخل كما يراه مناسبًا عندما يتعلق الأمر بالإدانة ومرحلة الحكم. بحلول عام 1944، زاد عدد «مكاتب الإس إس الرئيسية» داخل ألمانيا من 8 إلى 12.

## محاكم الشرطة والإس إس
يدير المكتب الرئيسي لمحكمة أمن الدولة أيضًا 38 محكمة إقليمية في جميع أنحاء ألمانيا النازية تحت الولاية القضائية القانونية التي حلت محل المحاكم المدنية. امتدت هذه القوانين لتشمل جميع أفراد قوات الأمن الخاصة وقوات الشرطة العاملة في ألمانيا أو في جميع أنحاء أوروبا المحتلة.
كانت محاكم أمن الدولة والشرطة هي السلطة الوحيدة التي يمكنها محاكمة أفراد قوات الأمن الخاصة على السلوك الإجرامي. كانت محاكم الشرطة والشرطة المختلفة كما يلي:
- SS- und Polizeigericht: محكمة أمن الدولة والشرطة لمحاكمة ضباط قوات الأمن الخاصة والرجال المجندين المتهمين بجرائم بسيطة إلى جسيمة إلى حد ما
- Feldgerichte Waffen-SS محكمة لجرائم الدفاع عن أفراد فافن-إس إس المتهمين بانتهاك قانون العقوبات العسكري للقوات المسلحة الألمانية.
- Oberstes SS- und Polizeigericht: محكمة أمن الدولة العليا والشرطة لمحاكمة مرتكبي الجرائم الخطيرة وأي مخالفات يرتكبها جنرالات قوات الأمن الخاصة.
- S- und Polizeigericht z.b. V.: كانت محكمة الأمن الخاصة والشرطة الاستثنائية محكمة سرية تم تجميعها للتعامل مع القضايا الحساسة للغاية التي كان من المزمع أن تظل سرية حتى من قوات الأمن الخاصة نفسها.

الاستثناء الوحيد لصلاحيات محكمة أمن الدولة ومحاكم الشرطة شمل أعضاء من قوات الأمن الخاصة الذين كانوا يعملون في الخدمة الفعلية في فيرماخت (القوات المسلحة). في مثل هذه الحالات، كان عضو قوات الأمن الخاصة المعني خاضعًا للقانون العسكري وقد يواجه تهماً أمام محكمة عسكرية عادية.

## تحقيقات القاضي جورج كونراد مورغن
في عام 1943، بدأ إس إس- قائد وحدة الاعتداء جورج كونراد مورغن، من المكتب الرئيسي لمحكمة أمن الدولة، التحقيق في الفساد والنشاط الإجرامي داخل نظام معسكرات الاعتقال النازية. قام في نهاية المطاف بمحاكمة العديد من ضباط قوات الأمن الخاصة أنه بحلول أبريل 1944، أمره هيملر شخصيا بكبح جماح قضاياه. وكان من بين الأشخاص الذين تحقق معهم كارل أوتو كوتش، قائد بوخنفالد وماجدانيك، وزوج إلس كوخ - وكذلك طبيب معسكر الاعتقال بوخنفالد فالديمار هوفن، الذي اتُهم بقتل كل من السجناء وحراس المعسكر الذين هددوا بالإدلاء بشهادتهم ضد كوخ.
في عام 1944، أثناء التحقيق مع قائد أوشفيتز، اختفى رودولف هوس، مساعد مورغن إس إس - هاوبتشارفهرر جيرهارد بوتش. افترض البعض أن هذا كان تحذيرًا لمورغن للتخفيف من تحقيقاته، حيث تم حرق المبنى الذي تم تخزين ملفاته فيه بعد ذلك بوقت قصير.
مورغن، الذي كان قاضيا ومحققا في قوات الأمن الخاصة، شهد لاحقا في محاكمات نورمبرغ. ادعى أنه ناضل من أجل العدالة خلال الحقبة النازية واستشهد قائمته التي تضم 800 تحقيق في النشاط الإجرامي في معسكرات الاعتقال خلال عامين من نشاطه.